# Pädagogische Universität Krakau

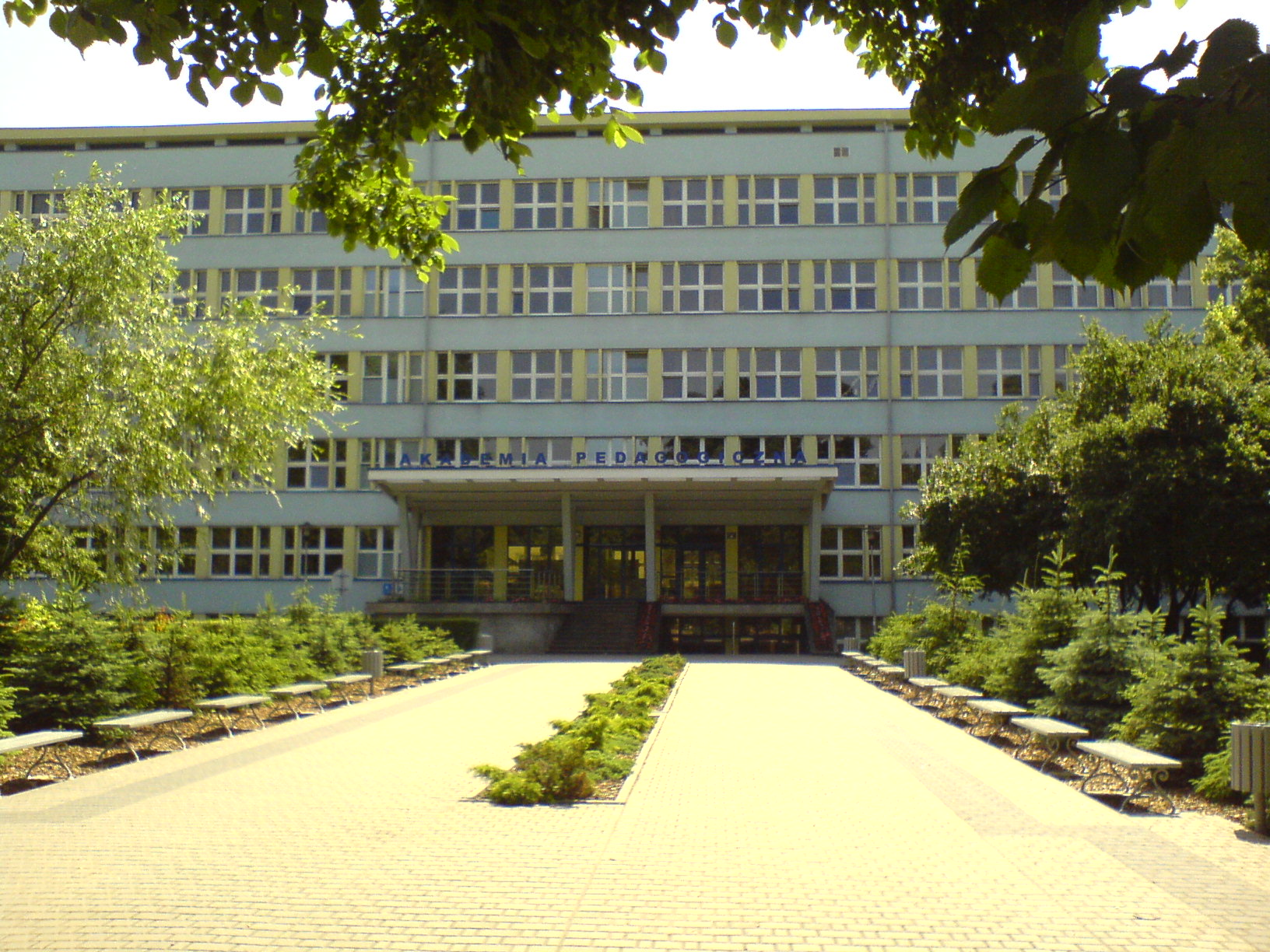
Hauptgebäude Pädagogische Universität von Krakau (2007), ul. Podchorążych 2

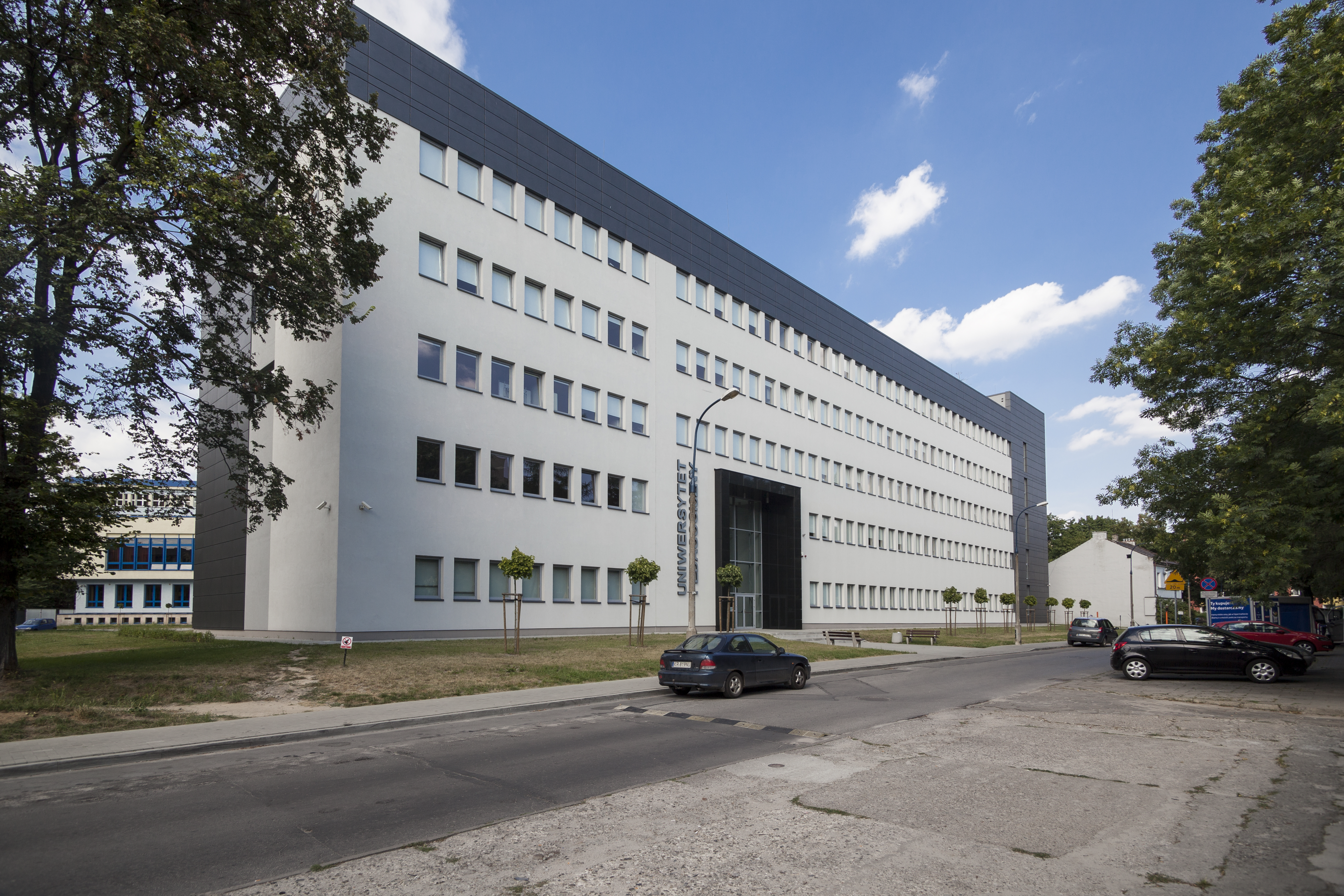
"Neues Gebäude" der Pädagogischen Universität, ul. Podchorążych 2

Die Pädagogische Universität Krakau (polnisch: Uniwersytet Pedagogiczny im. Komisji Edukacji Narodowej w Krakowie, oft abgekürzt als Uniwersytet Pedagogiczny) ist die größte und älteste pädagogische Hochschule in Polen.

## Geschichte
Die Universität wurde 1946 mit dem Namen Państwowa Wyższa Szkoła Pedagogiczna (Staatliche Pädagogische Hochschule) gegründet. Ursprünglich hatte sie Volksschullehrer ausgebildet, seit 1949 bildet sie auch Lehrer für die Mittelstufe aus. 1954 wurde sie als Hochschule anerkannt, 1959 folgte das Promotionsrecht. 1999 wurde sie umbenannt in Akademia Pedagogiczna im. Komisji Edukacji Narodowej w Krakowie. 2008 erhielt sie den heutigen Namen Uniwersytet Pedagogiczny im. Komisji Edukacji Narodowej w Krakowie.

## Gliederung
Die Universität gliedert sich in sieben Fakultäten:
- Fakultät für Geisteswissenschaften
- Fakultät für Sprachwissenschaften
- Fakultät für Pädagogik
- Fakultät für Politikwissenschaft
- Fakultät für Geographie und Biologie
- Fakultät für Mathematik, Physik und technische Wissenschaften
- Fakultät für Kunst

## Lehre
Die Universität bietet 48 Bachelor-Studiengänge, 39 Master-Studiengänge und zwei 5-Jahres-Studienrichtungen mit Masterabschluss. Ein Doktoratsstudium ist an allen Fakultäten bis auf Pädagogik und Politikwissenschaft möglich.

## Standorte
Die Universität liegt nordwestlich vom Stadtzentrum. Das Hauptgebäude sowie ein Neubau befinden sich in der ul. Podchorążych 2, 30-084 Krakau. Weitere Fakultäten, Institute und Einrichtungen der Universität wie Büros, Verwaltung und Studentenwohnheime sind in etwa einem Dutzend Gebäude über das Stadtgebiet verteilt. Das zur Universität gehörende astronomische Observatorium Suhora befindet sich in 1009 m Höhe im Nationalpark Gorce, etwa 60 km südöstlich von Krakau.

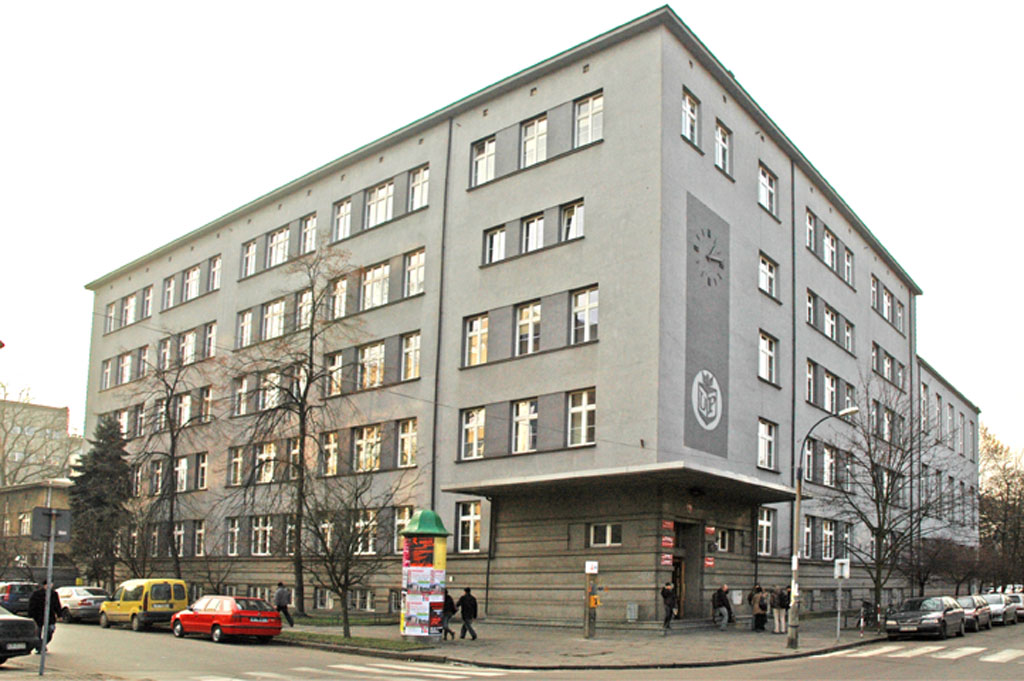
Gebäude der Pädagogischen Abteilung in der ul. Ingardena 4
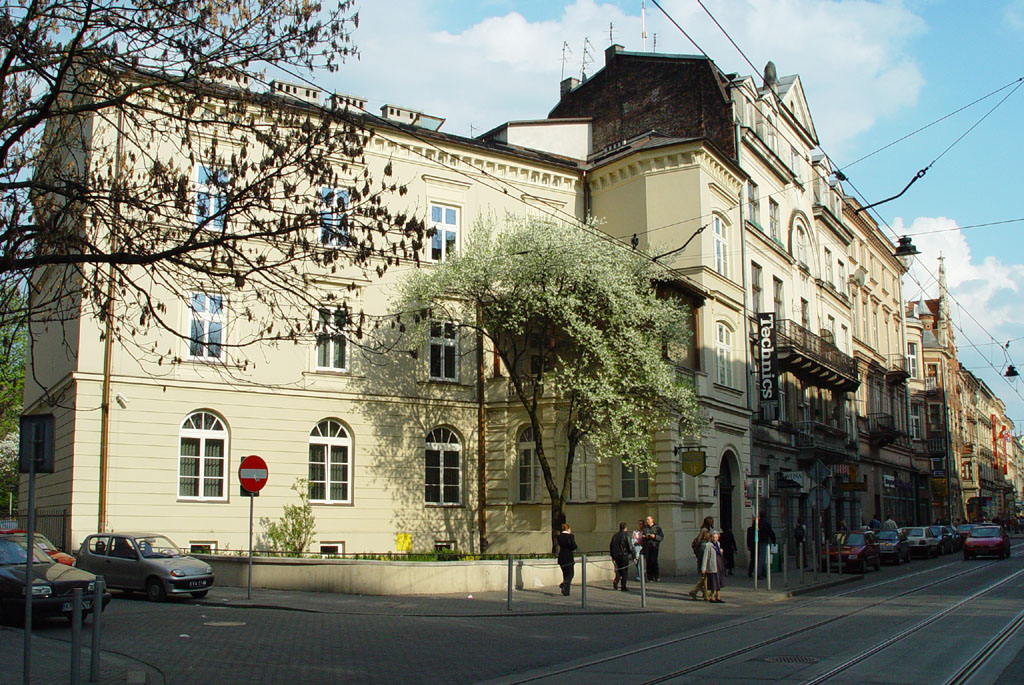
Bereich Didaktik, Gebäude in der ul. Karmelickiej 41
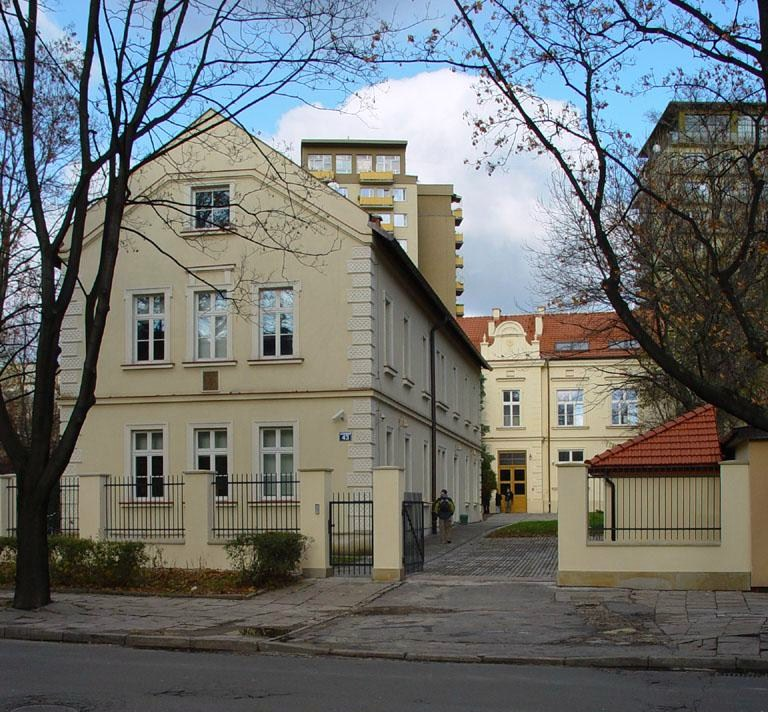
Philosophische Fakultät in der ul. Mazowieckiej 43